# InterMedia
InterMedia — российское информационное агентство, работающее в сфере культуры и развлечений. Агентство выпускает ежедневную и круглосуточную новостную ленту, публикует музыкальные и видеочарты, ведёт базу контактов, проводит маркетинговые исследования.

## История
Информационное агентство InterMedia основано в 1993 году с целью развития информационного пространства для профессионалов индустрии культуры и развлечений, шоу-бизнеса и СМИ. Учредителями агентства стали Евгений Сафронов, Александр Шумский и Дмитрий Аношин, ранее работавшие в агентстве «Турне». В 1994 году лента новостей о музыке, кино и шоу-бизнесе начала выходить ежедневно, в 1995 году вышел первый выпуск справочно-аналитического издания «Музыкальные итоги года» (с 1996 по 2013 гг. — «Российский музыкальный ежегодник»). В 1996 году Александр Шумский и Дмитрий Аношин покинули InterMedia, чтобы заняться собственными проектами, в этом же году Департамент новостей возглавили Ольга Хохлова и Алексей Мажаев, должность главного эксперта занял Александр Тихонов. В 1996 году была открыта рубрика «Рецензии» (сначала на музыкальные альбомы, затем на фильмы), в которой допускались авторские оценки. Новостные ленты InterMedia в 1990-х распространялись с курьером и по факсу среди подписчиков, с 1996 года ежедневные ленты новостей начали рассылаться подписчикам по e-mail. В 2000 году для подписчиков был запущен intermedia.ru — один из первых в России порталов, работающих по системе freemium, благодаря чему возможность онлайн-доступа к новостям и архиву получили не только профессионалы индустрии культуры и развлечений и журналисты, но и все русскоязычные пользователей интернета.
С 2014 года тематика новостных лент InterMedia расширилась за счёт появления новых разделов — «Театр и шоу» и «Мода и стиль». В разные годы редакторами и корреспондентами агентства работали десятки авторов, в числе которых были Борис Барабанов, Михаил Фихтенгольц, Григорий Гольденцвайг, Николай Картозия, Кирилл Мошков, Илья Жегулёв, Артём Засурский, Инесса Фомина, Михаил Малыхин, Евгений Непомнящий, Максим Тимошин и многие другие. На протяжении длительного времени корреспондентами агентства работали ныне известные композиторы Алексей Айги и Павел Карманов.

## Издательская деятельность
В 1995 году информационное агентство InterMedia выпустило книгу «Музыкальные итоги года», которая в 1996 году получила название «Российский музыкальный ежегодник» и стала издаваться ежегодно. Книга содержит информацию для профессионалов индустрии культуры и развлечений: адресно-телефонный справочник, аналитические материалы, официальные документы и т. д. В 2011 году увидел свет 13-й номер Ежегодника.

## Аналитическая деятельность
Информационное агентство InterMedia впервые в России начало серьёзно изучать музыкальный рынок. Исследования охватывают более чем вековой период — с 1898 года до текущего момента. Среди аналитических работ — Исследование филармонической деятельности в области академической музыки в стране по заказу Министерства культуры РФ (2010), исследование рынка концертно-зрелищных мероприятий Москвы и Санкт-Петербурга. Специалисты InterMedia составили костяк преподавательского состава факультета продюсирования и менеджмента в шоу-бизнесе Государственного университета управления. Агентство регулярно участвует в российских и международных выставках, конференциях и семинарах, посвящённых культурным и креативным индустриям, авторским и смежным правам, интеллектуальной собственности в цифровую эпоху.
В 1998 году агентство учредило Премию российской музыкальной индустрии «Рекордъ», результаты которой основаны на показателях легальных продаж аудионосителей. В 2009-м году церемония присуждения премии состоялась в последний раз.